# Treno merci

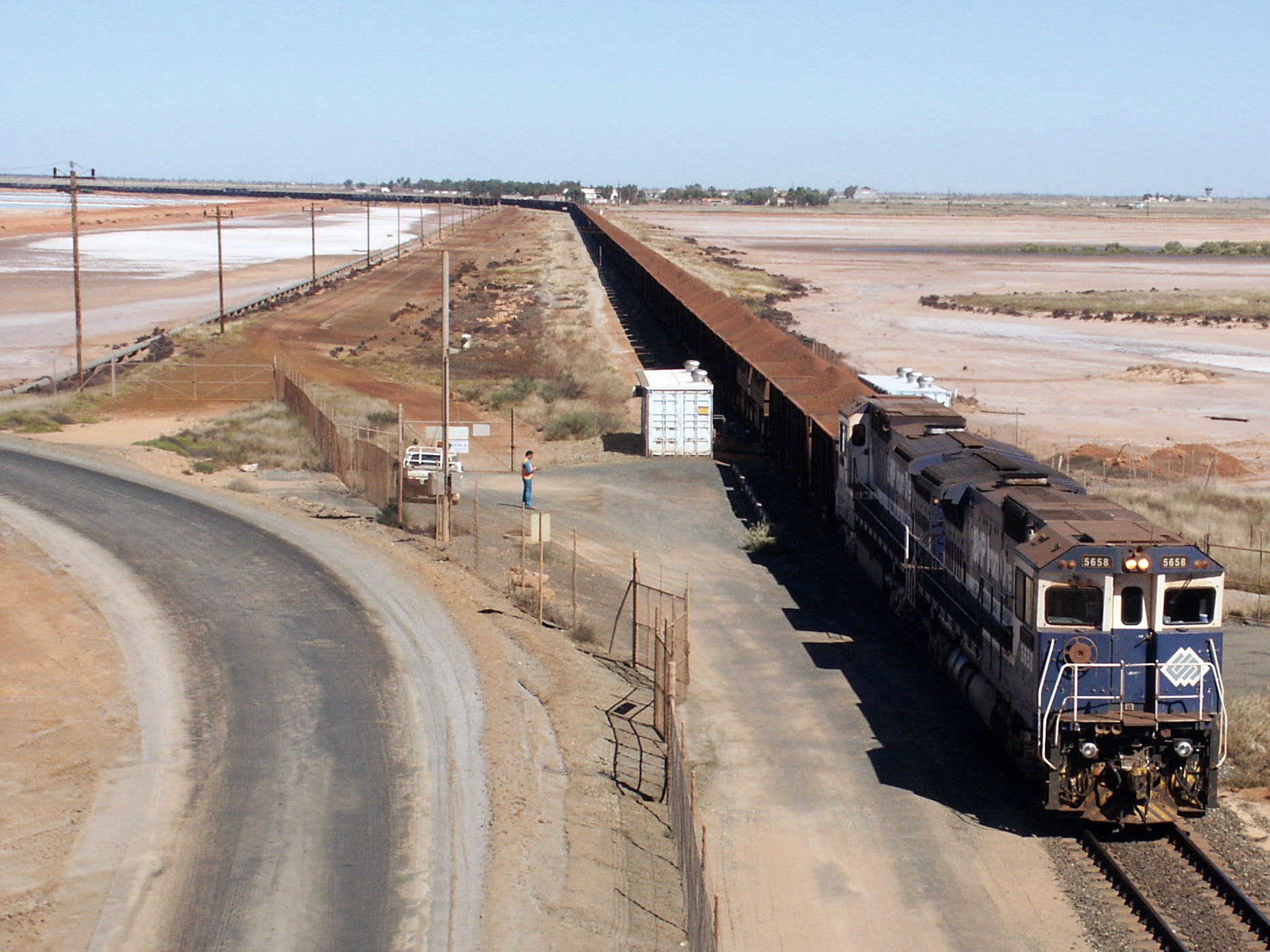
Un treno merci carico di minerali di ferro arriva alla stazione di Port Hedland (Australia) il 2 agosto 2003. Commissionato da un solo cliente, la società mineraria BHP Billiton, il treno raffigurato è un caso tipico di utilizzo del trasporto per ferrovia da parte di merci sfuse e di modesto valore economico, che si avvantaggia dell'unica origine (la miniera) e dell'unica destinazione (il centro siderurgico), senza la necessità di manovre lungo il viaggio, per garantire una sufficiente redditività del trasporto alla società ferroviaria che lo produce.

Un treno merci è un treno destinato esclusivamente o prevalentemente al trasporto di merci.

## Composizione e utilizzo
Un treno merci è costituito da un mezzo di trazione seguito da uno o più carri merce.
Quali parti della catena logistica, i treni merci possono trasportare merci in forma sfusa o in contenitori, standardizzati o no. Possono viaggiare tra un'origine e una o più destinazioni e nel caso che le spedizioni siano destinate a più clienti, ciò può generare la necessità di manovre nei terminali intermedi per permettere il rilascio o l'aggiunta di carri alla composizione dei veicoli ferroviari.
La necessità di ridurre i tempi di viaggio e i costi generati dalle manovre, specialmente a seguito della concorrenza da parte del trasporto delle merci su strada, ha promosso l'uso dei container, e dato impulso all'intermodalità.
Il trasporto ferroviario consente di risparmiare fino all' 80% di energia rispetto a quello effettuato su gomma.